# Biltine, Ciad
Biltine este un oraș în partea de est a Ciadului, centru administrativ al regiunii Wadi Fira.